# Chilleurs-aux-Bois
 Chilleurs-aux-Bois  es una población y comuna francesa, situada en la región de Centro, departamento de Loiret, en el distrito de Pithiviers y cantón de Pithiviers.

## Demografía
| 1081 | 1091 | 1160 | 1432 | 1471 | 1703 | 2096 |
| Para los censos de 1962 a 1999 la población legal corresponde a la población sin duplicidades (Fuente: INSEE [Consultar]) |      |      |      |      |      |      |